# Тишки-Ционгачки
Тишки-Ционгачки (пољ. Tyszki-Ciągaczki) је село у Пољској које се налази у војводству Мазовском у повјату Остролецком у општини Червињ.
Основан у XIV веку.
Од 1975. до 1998. године ово насеље се налазило у Остролецком војводству.